# Nagaszaki
Nagaszaki (japánul: 長崎市, Nagasaki-shi) város Japán délnyugati részén, Kjúsú szigetén található. Nagaszaki prefektúra székhelye és egyben legnagyobb városa, a Nagaszaki főegyházmegye érseki székvárosa. A második világháború végén, 1945. augusztus 9-én atomtámadás érte.

## Története
A város, amelyet a 16. században portugálok alapítottak, elsősorban a jezsuita Xavéri Szent Ferenc missziós tevékenységének köszönhetően a japán római katolikus egyház központja. 
A Edo-kortól kezdve (1600) Japán lényegében elzárkózott a külkapcsolatoktól és üldözte a kereszténységet is. A külföldiekkel, leginkább hollandokkal való kereskedelmet a Nagaszaki-öbölben kialakított mesterséges szigetre, Dezsimára korlátozta, ahonnan külföldinek tilos volt japán földre lépnie. Ez a Kanagavai egyezmény 1858-as aláírásáig tartott, ami után a Meidzsi-restauráció során Japán elindult a nyitás felé.
A második világháború során Japán a tengelyhatalmakkal kötött szövetséget és 1941-ben megtámadta Pearl Harbort, ahol az USA egyik támaszpontja volt. Erre válaszul vetették be az atombombát a városban 1945. augusztus 9-én, ahol az amerikaiak a Fat Man nevű bombát dobták Nagaszakira. A bomba elsődleges célpontja Kokura városa volt, az ottani kedvezőtlen időjárás, a vastag felhőréteg miatt választották a másodlagos célt, Nagaszakit. A hirosimai atomtámadás után három nappal Nagaszakira ledobott atombomba csaknem 80 ezer halálos áldozatot követelt, és további 75 ezren szenvedtek sugársérülést. Az áldozatok közt nagyon sok helyi keresztény is volt.

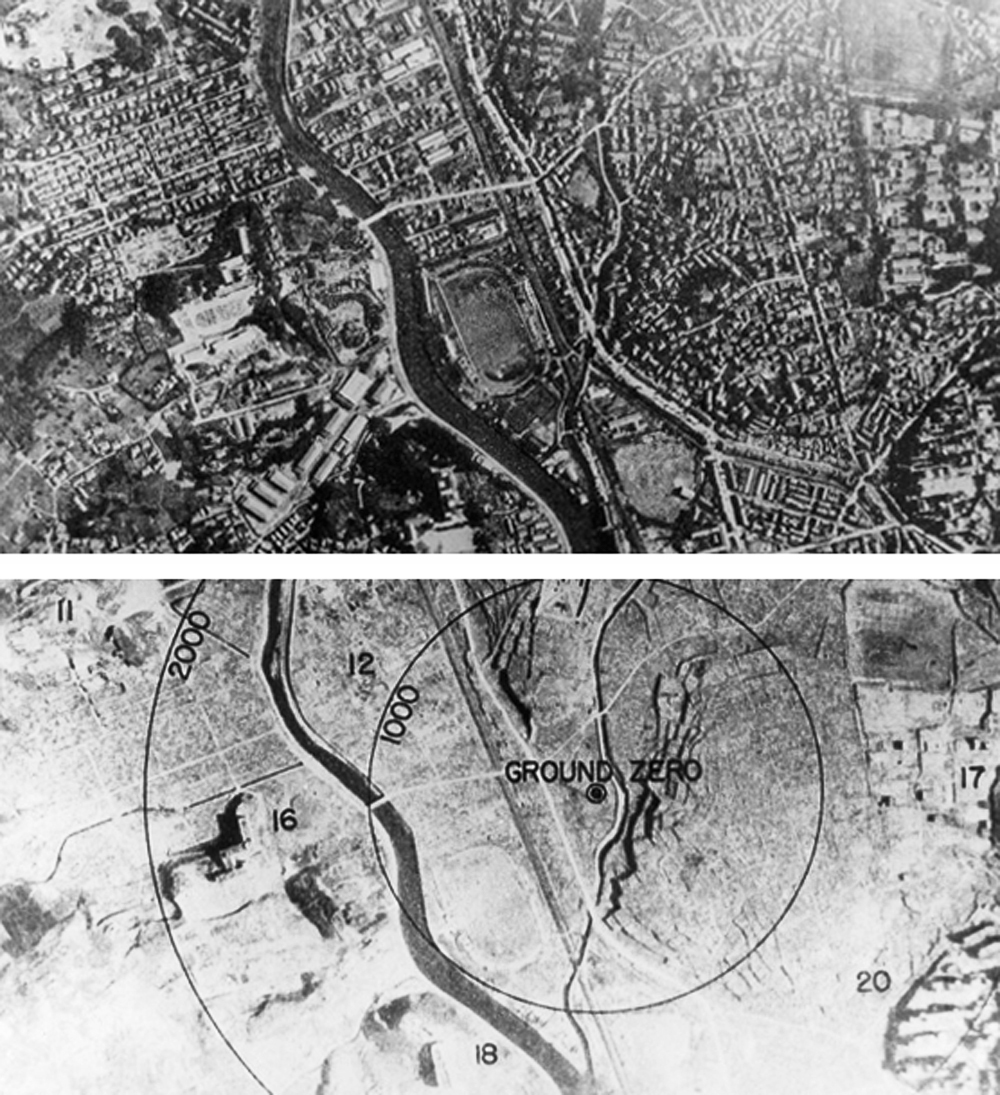
Nagaszaki az atombombatámadás előtt és után

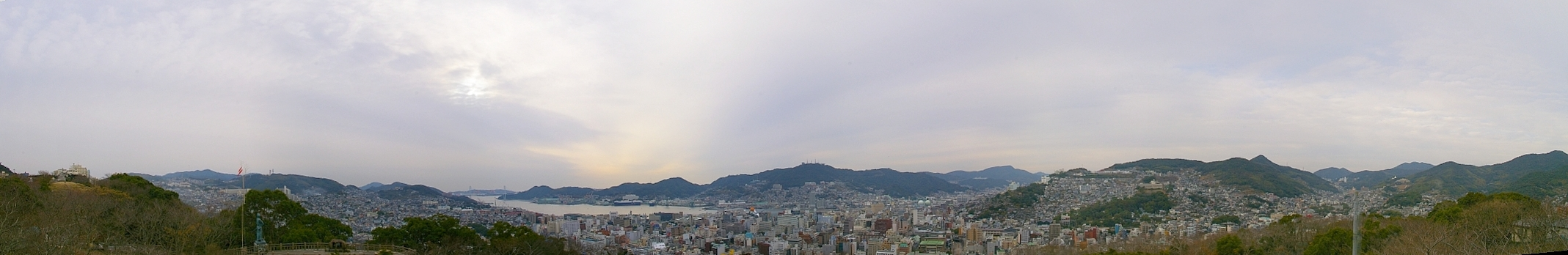
Nagaszaki panorámaképe

## Gazdasága
Nagaszaki lényegében alapítása óta a kereskedelemből él, mivel mindig is fejlett kikötővel rendelkezett öblében, idővel pedig jelentős iparvárossá nőtte ki magát. A város sokat nőtt az öböl jelentős feltöltésével is. Az UNESCO is számos látnivalót tart nyilván a városban, ami turisztikailag teheti célponttá.

## Népesség
A település népességének változása:
| Lakosok száma | 443 766 | 434 065 | 429 508 | 404 656 |
|               | 2010    | 2014    | 2015    | 2021    |

## Nevezetességei
- Kosibjó konfuciánus szentély
- Dedzsima Történeti Múzeum
- Nagaszaki Atombomba Múzeum
- Nagaszaki Békepark
- Óurai templom
- Szűz Mária-székesegyház
- Szuva sintoista szentély
- Kófuku-dzsi szentély